# Grand Prix automobile des États-Unis Ouest
 (signalé en juillet 2025).
Si vous disposez d'ouvrages ou d'articles de référence ou si vous connaissez des sites web de qualité traitant du thème abordé ici, merci de compléter l'article en donnant les références utiles à sa vérifiabilité et en les liant à la section « Notes et références ».
- Archive Wikiwix
- Bing
- Cairn
- DuckDuckGo
- E. Universalis
- Gallica
- Google
- G. Books
- G. News
- G. Scholar
- Persée
- Qwant
- (zh) Baidu
- (ru) Yandex
- (wd) trouver des œuvres sur Wikidata

Le Grand Prix automobile des États-Unis Ouest était une épreuve du championnat du monde de Formule 1 entre 1976 et 1983 se déroulant sur le circuit urbain de Long Beach en Californie. Né sous le nom de Grand Prix de Long Beach en 1975 lorsqu'elle accueillit une épreuve de Formule 5000, l'épreuve a repris son nom d'origine en intégrant à partir de 1984 le championnat américain Champ Car.

## Faits Marquants
- Grand Prix des États-Unis Ouest 1977 : la quatrième épreuve de la saison la course est dominée par le Sud-Africain Jody Scheckter, sur Wolf, qui cède finalement, en raison d'une crevaison, la victoire à l'Américain Mario Andretti sur Lotus.

- Grand Prix des États-Unis Ouest 1978 : la quatrième épreuve de la saison la course est dominée par les Ferrari. Après un baroud d'honneur du débutant québécois Gilles Villeneuve, la victoire revient à son coéquipier Carlos Reutemann qui offre à cette occasion à l'écurie italienne sa soixante-dixième victoire en tant que constructeur et motoriste.

- Grand Prix des États-Unis Ouest 1980 : la quatrième épreuve de la saison la course est remportée, sur Brabham-Ford, par Nelson Piquet qui remporte la première victoire de sa carrière en Formule 1. Cette édition est marquée par le grave accident de Clay Regazzoni, victime d'une défaillance des freins de son Ensign qui s'est écrasée contre un muret de béton. Regazzoni reste paraplégique à la suite de cet accident.

- Grand Prix des États-Unis Ouest 1981 : la manche d'ouverture de la saison est marquée par la surprenante pole position de Riccardo Patrese qui domine le début de la course au volant de son Arrows. À cause d'une défaillance technique, il cède la victoire au champion du monde en titre, Alan Jones devant son coéquipier Carlos Reutemann, sur Williams.

- Grand Prix des États-Unis Ouest 1982 : la troisième épreuve de la saison la course est remportée par le revenant autrichien Niki Lauda, sur McLaren-Ford, qui signe sa première victoire depuis le Grand Prix d'Italie 1978 et son retour à la compétition au Grand Prix d'Afrique du Sud 1982.

- Grand Prix des États-Unis Ouest 1983 : la deuxième épreuve de la saison la course est remportée par John Watson sur McLaren-Ford, parti de la vingt-deuxième position sur la grille. Son coéquipier Niki Lauda, qualifié en vingt-troisième position assure le doublé de son écurie.

## Palmarès
| Année | Vainqueur         | Voiture       | Circuit                      | Résultats |
| 1976  | Clay Regazzoni    | Ferrari       | Circuit urbain de Long Beach | Résultats |
| 1977  | Mario Andretti    | Lotus-Ford    | Circuit urbain de Long Beach | Résultats |
| 1978  | Carlos Reutemann  | Ferrari       | Circuit urbain de Long Beach | Résultats |
| 1979  | Gilles Villeneuve | Ferrari       | Circuit urbain de Long Beach | Résultats |
| 1980  | Nelson Piquet     | Brabham-Ford  | Circuit urbain de Long Beach | Résultats |
| 1981  | Alan Jones        | Williams-Ford | Circuit urbain de Long Beach | Résultats |
| 1982  | Niki Lauda        | McLaren-Ford  | Circuit urbain de Long Beach | Résultats |
| 1983  | John Watson       | McLaren-Ford  | Circuit urbain de Long Beach | Résultats |